# John P. Connarn
John Patrick Connarn (* 1918 in Brattleboro, Vermont; † 26. März 2002 in Berlin, Vermont) war ein US-amerikanischer Jurist und Politiker, der von 1965 bis 1967 Vermont Attorney General war.

## Leben
John P. Connarn wurde 1918 in Brattleboro geboren. Die Familie zog nach Northfield. Er besuchte die Northfield High School und studierte an der Norwich University. Dort machte er im Jahr 1941 seinen Abschluss. Im Zweiten Weltkrieg diente er bei der US Army im Östlichen Atlantik und im Mittelmeer und wurde in Frankreich verwundet. Seinen Jura-Abschluss machte er nach Ende des Krieges im Jahr 1951 an der University of Maine. Danach arbeitete er als Anwalt in Northfield.
Als Mitglied der Demokratischen Partei von Vermont wurde Connarn für Northfield in das Repräsentantenhaus von Vermont gewählt und im Jahr 1964 zum Vermont Attorney General. Zum Richter am United States District Court for the District of Vermont wurde er von der Vermont General Assembly im Jahr 1967 gewählt. Er war Richter am District Court und am Vermont Superior Court. Diese Tätigkeiten als Richter übte er bis zu seiner Pensionierung im Jahr 1985 aus. Nach seinem Ausscheiden als Richter war er ehrenamtlich juristisch für die Northfield Development Corporation tätig.
Von seiner Mutter hat er das Margaret Holland Inn in Northfield übernommen. Dieses führte er als Eigentümer und Wirt. Er war zwei Amtszeiten Mitglied des Northfield School Boards. Zudem war er zeitlebens seiner ehemaligen Universität, der Norwich University, eng verbunden. Er war Präsident der Norwich University Alumni Association und District Leiter des Norwich University 2000 Fund Drive.
John P. Connarn war in erster Ehe verheiratet mit der Künstlerin Alicia Stonebreaker und später mit Stanislawa Barbara Prostacka Michalek. Er hatte zwei Töchter, einen Sohn und vier Stiefsöhne.
Er starb am 26. März 2002 im Central Vermont Hospital in Berlin, Vermont. Sein Grab befindet sich auf dem Aldrich Cemetery in Northfield.